# Rue Federico-Fellini
La rue Federico-Fellini est une voie de communication de Saint-Denis. Elle fait partie du nouveau quartier du Landy-France, un pôle d'activités et d'affaires sorti de terre en 2003.

## Situation et accès

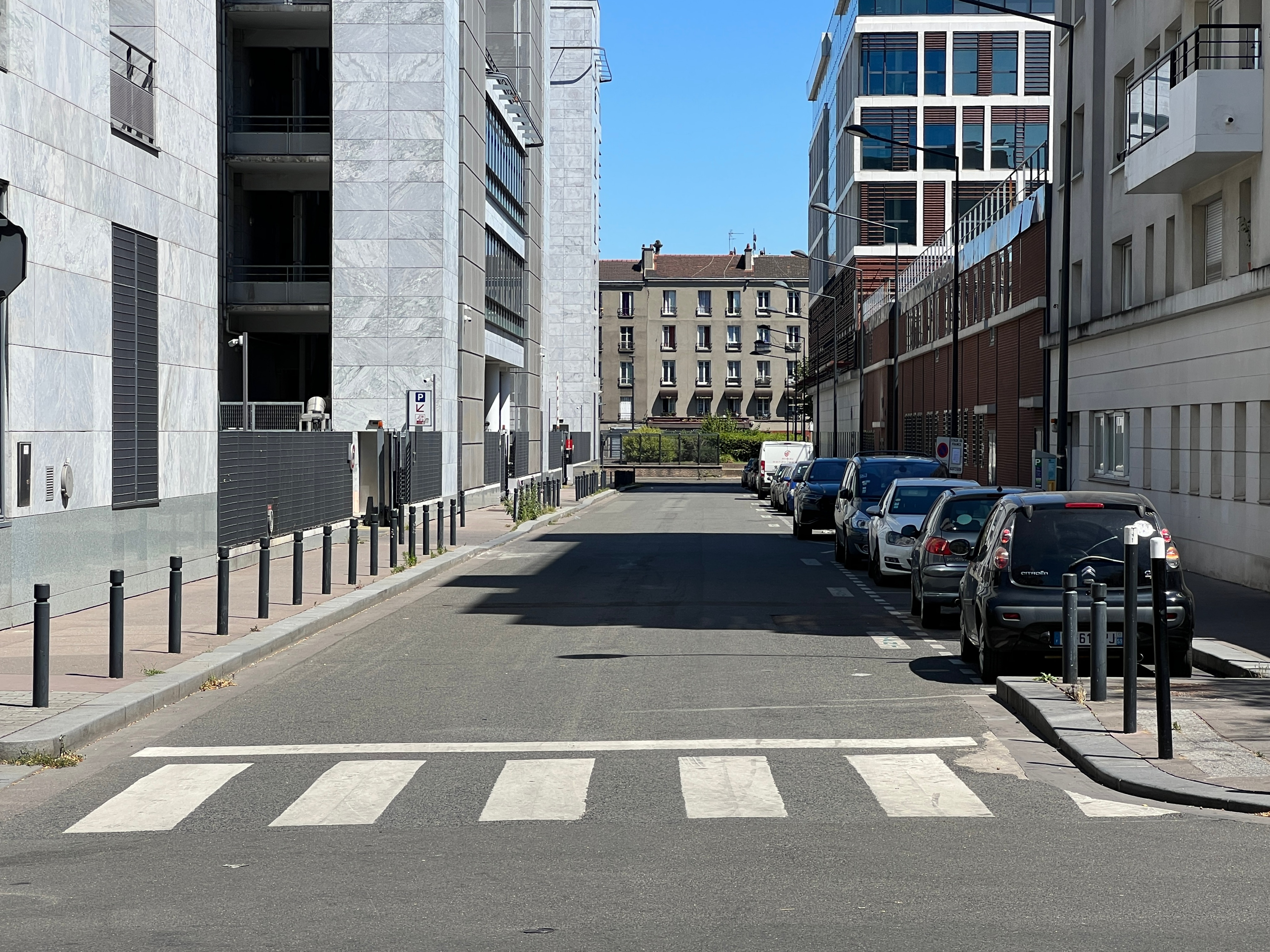
La rue Federico-Fellini en 2022.

Cette rue orientée ouest-est, croise l'avenue des Fruitiers, à l'angle du square des Acrobates.
Accès
- Gare de La Plaine - Stade de France

## Origine du nom
La rue est nommée en hommage à Federico Fellini, réalisateur de cinéma et scénariste italien né à Rimini le en 1920, et mort à Rome en 1993.

## Bâtiments remarquables et lieux de mémoire
- Square des Acrobates